# Корытин, Андрей Сергеевич
Андре́й Серге́евич Коры́тин (1907, Темрюк, Кубанская область, Российская империя — 1989, Анапа, Краснодарский край, СССР) — советский конструктор гидросамолётов, заместитель главного конструктора — начальник КБ Таганрогского опытного завода; историк, археолог и краевед анапского края. Лауреат государственной премии СССР (1968), Почётный гражданин города Анапы.

## Биография

### Детство и юность
Родился в 1907 году в городе Темрюке в семье рабочих. В 1912 году его родители с четырьмя детьми переехали в Анапу. В десять лет Андрей (третий ребёнок в семье) стал работать учеником в жестяной мастерской, затем строителем.
В 14 лет вступил в ВЛКСМ. По направлению комсомола, три года (с 1925 по 1927 гг.), обучался на Кубанском рабфаке. В 1928 году женился на девушке с соседней улицы — Яновской Антонине Иустиновне, активной комсомолке и пионервожатой.
Сразу после женитьбы Корытин поступает на учёбу в Донской (позже Новочеркасский) политехнический институт, где в числе лучших студентов, по призыву «Комсомол — в авиацию!», в 1930 году переводится на авиационное отделение института (Новочеркасский политех стал первым учебным заведением в СССР, дающим высшее авиационное инженерное образование). В 1933 году Корытин окончил институт, получив диплом инженера-механика по специальности «самолётостроение».

### Конструкторская работа
В 1934 году семья Корытиных по распределению переехала в Таганрог. Корытин стал работать здесь во вновь организованном ОКБ МС — опытном конструкторском бюро морского самолетостроения.
35 лет жизни А. С. Корытин отдал бюро. Начал трудовую деятельность рядовым инженером на конструкторском сопровождении серии морских ближних разведчиков — самолетов МБР-2, закончил в должности заместителя Главного конструктора (Г. М. Бериева), на которой проработал 17 лет.
Уже с мая 1934 года завод начал планомерную сдачу серийных машин заказчику. В годы Великой Отечественной войны гидросамолеты МБР-2 принимали участие в боях на всех флотах страны. Особенно проявили себя в боях за Ленинград, Одессу, Севастополь и в битве за Кавказ.
Диапазон разработок ОКБ МС был чрезвычайно широк: от небольших гидросамолётов до тяжёлых самолётов-амфибий; от крылатых ракет до лёгкого пассажирского самолета; от поршневых гидросамолетов до реактивных, в том числе и сверхзвуковой гигантской летающей лодки. 
Уже летом 1939 года Корытин становится ведущим инженером по испытаниям доработанного МБР-7, а в 1940 году направляется по заданию партии в посёлок Савёлово на механический завод № 288, где налаживает серийное производство нового корабельного самолета-разведчика КОР-2. В 1941 году Корытин вступает в ряды КПСС.
С началом войны ОКБ Г. М. Бериева получило три дня для организации эвакуации производства.
Первые эшелоны ОКБ выехали 15 октября 1941 года. Вместе с семьями других специалистов были отправлены в эвакуацию и Корытины.
К концу ноября эшелоны прибыли в Омск. Местные власти разместили приехавших в маленьком посёлке Коломзино, на окраине Омска. Там уже работали прибывшие ранее коллективы ОКБ В. М. Мясищева и Д. Л. Томашевича, а коллектив А. Н. Туполева использовал заводской аэродром для лётных испытаний.
В сложнейших условиях специалистам Г. М. Бериева удалось из привезённых агрегатов и узлов достроить несколько самолетов КОР-2 и сдать их военной приёмке авиации ВМФ.
Приказом Наркомата авиационной промышленности (НКАП) от 5 мая 1943 года коллективу Г. М. Бериева предписывалось перебазироваться в Красноярск на ремонтный завод № 477, с условием, что на новом месте будет обеспечен выпуск серийных КОР-2 с программой: 5 машин – в 1943 году и 50 машин – в 1944 году. Всего через несколько месяцев первые КОР-2 были построены.
Налаживая в Красноярске серийный выпуск КОР-2 (корабельные самолеты на вооружении крейсеров) конструкторский коллектив в то же время приступил к перспективным разработкам новой летающей лодки для флота — ЛЛ-143. Ближайшими соратниками Г. М. Бериева при разработке ЛЛ-143 были первоклассные специалисты. Среди них - Корытин.
Для развертывания работ не хватало квалифицированных кадров. После обращения в красноярский горком комсомола на заводе появились девочки и мальчики 15-16 лет. На ходу, не отрываясь от основной работы, приходилось обучать молодых людей несложным процессам: черчению, клёпке, сборке, шаблонированию. Большой энтузиазм и высокая дисциплина труда сделали своё дело — весной 1945 года первый опытный гидросамолет ЛЛ-143 был собран.
Окончание Великой Отечественной войны А.С. Корытин встретил с коллективом в Красноярске.
В конце декабря 1945 года было принято решение о перебазировании завода обратно в Таганрог. В начале февраля 1946 года туда прибыли первые эшелоны с заводским имуществом. Цеха восстанавливались пленными немцами и японцами.
Сразу после возвращения коллектив ОКБ приступил к лётным испытаниям ЛЛ-143. В разобранном виде лодка была доставлена сюда из Красноярска по железной дороге. Одновременно начинался новый этап — разработка на базе самолета ЛЛ-143 новой летающей лодки - морского разведчика Бе-6. Бе-6 стал выдающимся творением конструкторской мысли, явился этапной машиной. За его создание сотрудники опытного завода получили государственные награды.
После войны наступила эпоха реактивной авиации. ОКБ Бериева взялось разрабатывать летающие лодки с реактивными двигателями.
Задание на разработку первой реактивной лодки Р-1 было получено начальником предварительного проектирования А. С. Корытиным  и ведущим конструктором А. Г. Богатырёвым 25 июня 1947 года, они же входили и в бригаду испытаний Р-1. Работа над самолётом продолжалась до июля 1953 года. Хотя в серийный выпуск летающая лодка и не пошла, коллективом был получен бесценный опыт.
Между тем, в ОКБ, в отделе общих видов, руководимом Корытиным, по заданию заказчика разрабатывалась новая летающая лодка-амфибия с двумя турбовинтовыми двигателями. Новый самолёт получил индекс Бе-10. Была организована творческая группа примерно из 20-ти наиболее квалифицированных конструкторов от всех подразделений и уже в октябре 1955 года сборка самолета Бе-10 была закончена.
Начинать заводские лётные испытания в уже подмерзающем Таганрогском заливе было нельзя и Бериев принял решение перенести испытания в незамерзающую бухту Геленджика. В районе Тонкого мыса имелась превосходная база с приличным бетонированным спуском в море для гидросамолетов. Место, представляющее собой практически пустырь, нужно было превратить в участок завода, где люди могли бы удобно жить и работать.
Самолет Бе-10 для отработок и прохождения летных испытаний в ноябре 1955 года был отбуксирован из Таганрога сначала в порт Мариуполь, а затем в специальном самоходном доке в Геленджик. Одновременно для обеспечения испытаний сюда прибыла группа специалистов-эксплуатационников, бригада испытателей, а также рабочие и обслуживающий персонал. Собранный для испытаний коллектив Г. М. Бериев поручил возглавить на месте своему заместителю Андрею Сергеевичу Корытину.
Главный конструктор, поручая дела на Геленджикской базе Корытину, хорошо знал, что Корытин, со свойственной ему энергией и требовательностью к себе и подчиненным, организует на новом месте хорошо слаженное подразделение завода, которое сможет успешно провести испытание такого сложного изделия, как реактивный гидросамолёт.
Здесь Корытин мог быть жестким и решительным. Он ценил в человеке: компетентность и дисциплинированность. Сам глубоко вникал в многочисленные проблемы, обсуждал их со своими сотрудниками, только потом принимал решение и требовал безоговорочного его выполнения. Корытин на работе был строг, этого требовали обстановка, связанная с жизнью большого коллектива, долгое время пребывающего в отрыве от дома, и большая ответственность за судьбу создаваемого заводом самолёта.
Гидросамолет Бе-10 выдержал государственные испытания и был принят для серийного производства. Эта машина стала выпускаться на Таганрогском авиационном  заводе в 1958 году и поступать на вооружение Черноморского флота. Всего до 1961 года было изготовлено 27 таких машин. О техническом уровне Бе-10 свидетельствуют 12 мировых рекордов скорости, высоты и грузоподъемности. Был создан морской самолёт с выдающимися лётно-техническими и мореходными характеристиками: первый в мировой практике высотный реактивный гидросамолёт – разведчик.
Лётная станция в Геленджике — детище Корытина,  позднее была преобразована в летно-испытательный комплекс (ЛИК) со всеми необходимыми службами и отделами. ЛИК стал одним из важнейших подразделений Таганрогского опытного завода.
В мае 1956 года в ОКБ поступило техническое задание на создание нового самолёта-амфибии для борьбы с подводными лодками и спасения людей в ближней морской зоне. Тема разворачивалась медленно и через два года привела к разработке амфибии с названием «Чайка» и индексом Бе-12. Государственные испытания машины были окончены 20 апреля 1965 года. Самолёт-амфибия Бе-12 явился выдающимся достижением коллектива. На нём в разное время были установлены 42 мировых рекорда. Создание самолёта было отмечено Государственной премией СССР и орденами «Знак Почёта», полученными только в 1968 году. Лауреатами премии от Таганрогского машиностроительного завода стали шесть человек: Главный конструктор Г. М. Бериев, заместители главного конструктора — начальники КБ: Корытин, А. К. Константинов, Х. Д. Кудзиев, начальник отдела прочности В. П. Терентьев и главный инженер завода  К. И. Панин.
С получением в 1965 году нового задания на разработку лёгкого пассажирского самолета Бе-30 работа в ОКБ вновь закипела. Менее чем за два года новый самолёт был сделан и вызвал большой интерес. Первый полёт Бе-30 состоялся 8 июня 1968 года, но Корытин на нём не присутствовал. В 1967 году ему исполнилось 60 лет, и он ушёл на заслуженный отдых.

### Археология и краеведение
Корытины вернулись в родную Анапу сразу после выхода Андрея Сергеевича на пенсию. Первое что было сделано по возвращении, это строительство собственного дома на улице Шевченко.
У Корытина появилось много свободного времени и он мог целиком отдаться своему второму призванию, к которому питал любовь еще с юности.
Несколько лет Корытин работал председателем исторической секции Анапского отделения общества охраны памятников истории и культуры. Он знал все строительные котлованы в городе, ежедневно их обходил, при необходимости останавливал строительные работы и наблюдал за работой археологов, исследовавших культурный слой. 
Благодаря личному авторитету Корытина были сохранены значимые памятники архитектуры: Свято-Онуфриевская церковь, дача Дицмана и другие. В августе 1975 года, когда в самом центре Анапы был найден уникальный «склеп Геракла», Корытин принял самое активное участие в организации работ по его разборке, спиливанию фресок и отправке их на реконструкцию.
Самым значимым для города археологическим достижением А. С. Корытина стало решение вопроса о создании в Анапе собственного археологического музея-заповедника. Два раскопа археолога И. Т. Кругликовой, проводившиеся во дворе Анапского горисполкома, осуществлялись на территории, где позднее планировалось строительство гостиницы. Под гостиницу уже были выделены средства и подготовлена строительная документация. Корытин, совместно с археологами, в ведомствах и министерствах РСФСР в Москве обосновал уникальность найденных кварталов древнего города и доказал необходимость их сохранения и дальнейшего экспонирования. Поток писем в инстанции самого высокого уровня от имени авторитетного инспектора ВООПиК позволил появиться на свет анапскому археологическому музею: министерством культуры РСФСР в 1977 году было принято решение о создании на месте раскопов археологического музея-заповедника «Горгиппия».
Умер в 1989 году, его жена Антонина Иустиновна пережила его на четыре года.
В память о знаменитом анапчанине и заслуженном авиаконструкторе в 1990 году в сквере на пересечении улиц Таманской и Протапова в Анапе был установлен памятник Корытину работы скульптора А. Н. Прошутина и архитектора Ю. В. Рысина.

## Награды
- Государственная премия СССР (1968) — за создание Бе-12;
- орден Трудового Красного Знамени;
- орден «Знак Почёта»;
- медаль «В ознаменование 100-летия со дня рождения Владимира Ильича Ленина» (1970);
- медаль «За доблестный труд в Великой Отечественной войне 1941—1945 гг.»;
- медаль «Ветеран труда»;
- нагрудный знак «Отличник социалистического соревнования НКАП»;
- Почётный гражданин города Анапы[5].